# Ralph Hartmann
Ralph Hartmann (* 12. September 1935 in Zwickau; † 27. Oktober 2020) war von 1982 bis 1988 Botschafter der DDR in Jugoslawien und Sachbuchautor.

## Leben
Nach dem Abitur studierte Hartmann von 1954 bis 1960 am Staatlichen Moskauer Institut für Internationale Beziehungen, anschließend war er kurzzeitig als Metallschleifer tätig. Im Jahr 1961 trat er in den Dienst des Ministeriums für Auswärtige Angelegenheiten der DDR (MfAA). Er war u. a. als Presseattaché und als Botschaftsrat in Kuba und der SFR Jugoslawien tätig. Nach einer Zwischenstation als wissenschaftlicher Mitarbeiter des Staatssekretärs im MfAA wurde er 1982 Botschafter der DDR in Jugoslawien und blieb dies bis 1988. Danach war er bis 1990 Leiter des Sektors „Sozialistische Länder“ beim Zentralkomitee der SED. Nach dieser Tätigkeit arbeitete er von 1991 bis 1994 als wissenschaftlicher Mitarbeiter des PDS-Bundestagsabgeordneten Hans Modrow in Bonn. Seit 1995 veröffentlichte er verschiedene Bücher zur Politik.

## Veröffentlichungen
- DDR-Legenden. Edition Ost, Berlin 2009
- Die Liquidatoren. Edition Ost, Berlin 2008 (3., erg. und aktualisierte Aufl.)
- Die DDR unterm Lügenberg. Ossietzky, Hannover 2007
  - Neuauflage: Edition Ost, Berlin 2010, ISBN 978-3-360-01820-5
- Der Fall Milošević. Karl Dietz Verlag, Berlin 2002
- Die glorreichen Sieger. Karl Dietz Verlag, Berlin 2001
- Mit der DDR ins Jahr 2000. Karl Dietz Verlag, Berlin 1999
- „Die ehrlichen Makler“. Die deutsche Außenpolitik und der Bürgerkrieg in Jugoslawien. Eine Bilanz. Dietz Verlag, Berlin 1998
- Des Kanzlers rote Nachbarn. GNN-Verlag, Schkeuditz 1995